# 猫耳山遗址
猫耳山遗址，位于中国福建省浦城县仙阳镇下洋村，是一处青铜时代墓葬及窑址。2005年、2006年发掘，发掘面积2250平方米。发现青铜时代早期陶窑9座、新石器时代墓葬2座、青铜时代墓葬21座，以及灰坑等遗迹。出土大量石器、陶器、陶片等遗物。9座陶窑中，1座为圆形窑，6座为椭圆形窑，2座为斜坡式长条形窑（龙窑）。窑址内出土的陶器以施黑衣的印纹硬陶为主，器形有罐、尊、釜、盆、豆、盅等。2009年11月16日公布为第七批福建省文物保护单位。2013年，中国国务院公布为第七批全国重点文物保护单位（古遗址）。